# Ruth Bernhard
Ruth Bernhard (* 14. Oktober 1905 bei Berlin; † 18. Dezember 2006 in San Francisco) war eine US-amerikanische Fotografin deutscher Herkunft. Sie war eine Tochter des bekannten Plakatmalers und Typografen Lucian Bernhard und dessen zeitweiliger Ehefrau Gertrud Aronhold.

## Leben
Geboren 1905 in Berlin wanderte Ruth Bernhard nach ihrem Studium an der Berliner Kunsthochschule 1927 nach New York aus. Dort arbeitete sie eine Zeit lang in der Dunkelkammer des Stadtmagazins The Delineator. 1935 traf sie auf den Fotografen Edward Weston und zog nach Carmel-by-the-Sea, um dort die Fotografie zu erlernen. Schließlich eröffnete sie ihr eigenes Fotostudio in Hollywood, in dem sie häufig Porträts von Kindern Prominenter erstellte. 1953 zog sie nach San Francisco.

## Werk
Ruth Bernhard konzentrierte sich auf die künstlerische Darstellung von Stillleben und Kindern. In den 1950ern und 1960ern fand sie in der Aktfotografie ihre Leidenschaft, lange bevor diese gesellschaftlich akzeptiert war.
Weltweit gab es bereits mehr als 200 Ausstellungen ihrer Bilder.
Seit 1996 sind ihre Werke dauerhafter Bestandteil des Archives der Princeton University.